# Dirka po Franciji 1977
| Mesto | Ime              | Država     | Čas          |
| ----- | ---------------- | ---------- | ------------ |
| 1     | Bernard Thevenet | Francija   | 115h 38' 30" |
| 2     | Hennie Kuiper    | Nizozemska | 48"          |
| 3     | Lucien Van Impe  | Belgija    | 3' 32"       |
| 4     | Francisco Galdos | Španija    | 7' 45"       |
| 5     | Dietrich Thurau  | Nemčija    | 12' 24"      |
| 6     | Eddy Merckx      | Belgija    | 12' 38"      |
| 7     | Michel Laurent   | Francija   | 17' 42"      |
| 8     | Joop Zoetemelk   | Nizozemska | 19' 22"      |
| 9     | Raymond Delisle  | Francija   | 21' 32"      |
| 10    | Alain Meslet     | Francija   | 27' 31"      |

Dirka po Franciji 1977 je bila 64. dirka po Franciji, ki je potekala leta 1977.

## Pregled
| Kategorije                          | Podatki           |
| ----------------------------------- | ----------------- |
| Začetek-konec                       | Fleurence - Pariz |
| Dolžina (km)                        | 4.092             |
| Število etap                        | 22                |
| Povprečna hitrost zmagovalca (km/h) | 35,419            |
| Kolesarjev                          | 100               |
| Tekmo končalo                       | 53                |